# Octopus briareus
El pulpo del Caribe (Octopus briareus) es una especie de cefalópodo de la familia Octopodidae, es el pulpo más común en el mar Caribe.

## Descripción
Mide 60 centímetros de longitud. Puede cambiar de color por lo que es difícil de describir. Vive en arrecifes de coral. Sus tentáculos pueden formar pequeñas membranas.

## Distribución
Se encuentra desde las Antillas hasta el norte de Sudamérica.

## Inteligencia
Como muchas otras especies de pulpo, es uno de los invertebrados más inteligentes. Se sabe que puede usar algas y cocos para esconderse y protegerse de los predadores.
- Datos: Q2109910
- Multimedia: Octopus briareus / Q2109910
- Especies: Octopus briareus